# Gisburg
Gisburg (Gisburg Smialek; * 1966 in Salzburg) ist eine österreichische Sängerin und Komponistin.

## Leben
Gisburg besuchte bis 1985 ein Musikgymnasium mit Maturaabschluss im Fach Querflöte. Von 1985 bis 1991 lebte sie in Berlin. Dort studierte sie an der Universität der Künste Komposition und modernes Musiktheater bei Dieter Schnebel und Witold Szalonek und bildende Kunst bei Eva Maria Schön. Sie gehörte Schnebels Ensemble für experimentelle Vokalmusik Die Maulwerker an, mit dem sie an Konzerttourneen durch Europa, Israel, Japan und die USA und an Aufführungen von Werken junger Komponisten und Kompositionen von Klassikern der Neuen Musik wie John Cage, LaMonte Young, Terry Riley, Christian Wolff, Mauricio Kagel und Karlheinz Stockhausen teilnahm. Ab 1990 bildete sie mit Anna Clementi das Duo Alliin Gäa.
1992 ging Gisburg nach New York. Dort gründete sie die Ensembles No Stranger Not at All und Shadows in the Sea, mit denen sie CDs aufnahm. Zudem arbeitete sie u. a. mit Anthony Coleman, Roy Nathanson, Marc Ribot, Myra Melford, John Zorn und der Cellistin Michelle Kinney zusammen. Mit Phil Painson arbeitete sie von 1998 bis 2003 in der experimentellen Trip-Hop-Band Douce zusammen. Von 2003 bis 2010 gehörte sie Pi-Chu Hsiaos Chinese Hai-Tien-Choir an. 2008 gründete sie die Volksgruppe Magic Names, die bis 2012 bestand. Mit ihr führte sie Stockhausens Stimmung auf. 
Gisburg erhielt Kompositionsstipendien u. a. vom Staat Österreich, den Städten Salzburg und Wien, dem  Austrian Cultural Forum New York und dem American Composers Forum. Ihre Kompositionen wurden u. a. bei Festivals in  Berlin, Chicago, Linz, New York, San Francisco, Rio de Janeiro, Rom, Salzburg und Wien aufgeführt. Seit 1996 arbeitet sie als Sounddesignerin für den Film. Für das Harvestworks Studio arbeitet sie seit 2006 als Toningenieurin. Zwischen 2008 und 2018 unterrichtete sie Neue Medien und Podcasting an der University of Rochester und gab Gastvorlesungen für Post Production am Bard College und der Harvard University.